# Håll mej hårt intill dej
"Håll mej hårt intill dej" är en svensk popsång skriven av Bengt Palmers. Den spelades in av Liza Öhman och togs med på hennes första och enda studioalbum som soloartist, Liza Öhman. Den utgör även B-sida på hennes singel "Rakt över disk".
"Håll mej hårt intill dej" producerades och arrangerades av Palmers. Den spelades in i EMI:s studio med Caj Högberg på bas, Peter Milefors på trummor, Anders Nordh på elgitarr, Palmers på elgitarr, piano och synth och Öhman på sång. Öhman gjorde även sångarrangemangen.
Låten tog sig in på Svensktoppen. Där stannade den tio veckor mellan 14 september och 16 november 1980. Under fem veckor toppade den listan.

## Medverkande
- Caj Högberg – bas
- Peter Milefors – trummor
- Anders Nordh – elgitarr
- Bengt Palmers – elgitarr, piano, synth
- Liza Öhman – sång, sångarrangemang